# Chapelle-Spinasse
Chapelle-Spinasse es una comuna francesa situada en el departamento de Corrèze, de la región de Nueva Aquitania.

## Historia
Fue creada en 1835 por segregación de terrenos pertenecientes a la comuna de Montaignac-Saint-Hippolyte.

## Demografía
| Gráfica de evolución demográfica de Chapelle-Spinasse entre 1836 y 2022 |
|                                                                         |

Los datos demográficos contemplados en este gráfico se han cogido de la página francesa EHESS/Cassini.